# Löwe Judas

Löwe Judas, Wappen des Kaiserreichs Äbessinien

Der Löwe Judas ist eine biblische Allegorie, die durch eine christliche heraldische Ausgestaltung zum Bestandteil vieler Wappen und Flaggen geworden ist.

## Judentum

Wappen Jerusalems

Der biblische Stamm Juda wird traditionell mit einem Löwen gleichgesetzt. In Genesis 49,9  segnet der Stammvater Jakob seinen Sohn Juda und spricht von ihm als einem „jungen Löwen“ (hebräisch גור אריה יהודה Gur Arije Jehuda). Laut dem Targum Pseudo-Jonathan war auf dem Banner des biblischen Stammes Juda ein Löwenwelpe abgebildet.
Bis auf einige Ausnahmen in Europa sind dem Judentum heraldische Abbildungen fremd.

## Christentum

Wappen Venedigs

Im Frühchristentum war der Löwe Judas ein Emblem Christi. In späterer christlicher Tradition, welche von der heraldischen erheblich abweicht, ist der Löwe (Markuslöwe) Symbol des Evangelisten Markus und kommt z. B. im Wappen der Stadt Venedig vor. In der Offenbarung des Johannes (5:5) wird Christus als Löwe Judas tituliert, weil er über den Tod gesiegt hat.

### Äthiopien

Wappen der Kaiser von Äthiopien

Fahne des Kaiserreiches Abessinien

Im Kaiserreich Abessinien wurde der Löwe Judas zum Symbol der salomonischen Dynastie.
Im 16. Jahrhundert verwendeten die äthiopischen Herrscher in ihrem Briefverkehr mit Europa, in Anspielung an die Offenbarung des Johannes, die Eröffnungsformel „Gesiegt hat der Löwe aus dem Stamm Juda“ (altäthiopisch ሞዓ አንበሳ ዘእምነገደ ይሁዳ moʿā ʾanbasā za-ʾəm-nagada yəhudā). Die Europäer sahen darin jedoch eine Anmaßung der äthiopischen Kaiserwürde. Die Formel wurde zum Leitspruch des äthiopischen Kaiserhauses und fand sich auf Siegeln, Münzen und Denkmälern wie dem Zugang zur Kidane-Mihiret-Kirche in Jerusalem.
Kaiser Menelik II. erklärte sich nach seinem Sieg im Italienisch-Abessinischen Krieg 1896 zu einem Nachfahren des Löwen Judas. 1942, unter Kaiser Haile Selassie, wurde „Conquering Lion of the Tribe of Judah“ zu einem Teil der kaiserlichen Titulatur.

### Rastafari
Bei den Rastafari gilt der äthiopische Kaiser Haile Selassie als „Löwe von Zion“. Sie glauben an die legendäre Abstammung der Salomonischen Dynastie von König Salomon und der (dunkelhäutigen) äthiopischen (nicht sabäischen) Königin von Saba (Shewa) und sahen in Haile Selassie eine messianische Gestalt, die als „Löwe vom Stamm Juda“ in der Offenbarung des Johannes angekündigt wird.
Der „Löwe von Juda“ ist auch das Sujet des 1973 aufgenommenen Songs Iron Lion Zion von Bob Marley. Das Löwenemblem ist durch seine Verwendung in vielen Musikalben der Reggae- und Ragga-Musik zu einem inoffiziellen Logo des Rastafarianismus geworden.

## Islam

Modernes Wappen des Iran

In der islamischen Kunst ist der Löwe das wahrscheinlich am häufigsten dargestellte Tier.
Das kaiserliche Wappen Irans, das auf Fath Ali Schah zurückgeht, zeigt einen Löwen mit Sonne und dem Schwert Dhū l-faqār. Von den Schiiten wird Ali bin Talib „Löwe Gottes“ genannt, auch Hamza gilt als „Löwe Allahs“. Der Bezug zur Sonne ist astrologisch, weil die Sonne über das Tierkreiszeichen des Löwen herrscht. Die Sonne und der Löwe haben in vielen antiken Mythologien (Sumer, Kreta, Ägypten) das ältere Motiv des Mondes und Bullen verdrängt.
Weitere heraldische Darstellungen finden sich im Wappen des mamelukischen Sultans Baibars I. und vielleicht in jenem des seldschukischen Sultans Kılıç Arslan I., sowie auf Münzen des seldschukischen Sultans Kai Chosrau II.

## Buddhismus
Buddha wird auch „Löwe der Śākya“ genannt.